# ست الحبايب
ست الحبايب هي إحدى أشهر الأغنيات على الإطلاق في مدح الأم، تذاع باستمرار في عيد الأم بالراديو والتليفزيون. غنتها المطربة الراحلة فايزة أحمد عام 1958. وهي من كلمات حسين السيد وألحان محمد عبد الوهاب.

## القصة
في ليلة 20 مارس عام 1958 ذهب الشاعر المعروف حسين السيد إلى والدته التى كانت تقطن في سكن مجاور لزيارتها وكان متعلقا بها كثيرا ويناديها بـ«ست الحبايب». نسي حسن السيد أن يحضر لأمه هدية بمناسبة عيد الأم فكتب لها كلمات صادقة تعبر عن إحساسه لها.
وبعد أن قرأت أمه كلمات الأغنية وافقت على تحويل هذه الكلمات إلى أغنية تحمل اسم «ست الحبايب»، فاتصل حسين السيد على الفور بصديقه محمد عبد الوهاب الذي حضر وأعجب جدًا بالقصيدة ولحنها خلال 15 دقيقة فقط، ثم اتصل محمد عبد الوهاب بالمطربة فايزة أحمد لتحضر إلى منزله فسارعت بالحضور وظلت تدرب على غنائها حتى ساعات الفجر الأولى من يوم 21 مارس، وفي الساعة 10 صباحا من اليوم التالي كانت الأغنية تذاع في الإذاعة بصوت عبد الوهاب عازفًا على العود، ثم سجلتها الفنانة فايزة أحمد بصوتها مساء 21 مارس.

## كلمات الأغنية
ست الحبايب ياحبيبة 
يا أغلى من روحي ودمي
يا حنيّنة وكلك طيبة
يا رب يخليكي يا اُمي
يا رب يخليكي يا اُمي
يا ست الحبايب ياحبيبة
زمان سهرتي وتعبتي
وشيلتي من عمري ليالي
ولسة برضو دلوقتي
بتحملي الهم بدالي
أنام وتسهري وتباتي تفكري
وتصحي من الآذان وتيجي تشقري
يا رب يخليكي يا اُمي
ياست الحبايب يا حبيبة
تعيشي ليا ياحبيبتي يآُمي
ويدوم لي رضاكي
دا انا روحي من روحك انتي
وعايشة من سر دعاكي
بتحسي بفرحتي قبل الهنا بسنة
وتحسي بيشكوتي من قبل ما احسها
يا رب يخليكي يا أمي
يا ست الحبايب يا حبيبة
لو عشت طول عمري
اُوفي جمايلك الغالية عليا
أجيب منين عمر يكفي
وألاقي فين أغلى هدية
نور عيني ومهجتي وحياتي ودنيتي
لو طلت تتمني يوم دول هما هديتي
يا رب يخليكي يا أمي
يا ست الحبايب يا حبيبة
يا حبيبة

## وصلات خارجية
- ست الحبايب بصوت فايزة أحمد على يوتيوب
- ست الحبايب بصوت محمد عبد الوهاب على يوتيوب